# نعناع كورسيكي
نعناع كورسيكي (الاسم العلمي:Mentha requienii) (بالإنجليزية: Corsican mint)‏ هو نوع من النباتات يتبع جنس النعناع من الفصيلة الشفوية.